# Colhapur
Colhapur ou Kolhapur é uma cidade do estado de Maharashtra, na Índia. Localiza-se no sudoeste do país. Tem cerca de 527 mil habitantes. Foi a capital do estado do mesmo nome.